# Najlepsze lata naszego życia
Najlepsze lata naszego życia (ang. The Best Years of Our Lives) – amerykański melodramat wojenny z 1946 roku w reżyserii Williama Wylera na podstawie powieści Glory for Me MacKinlaya Kantora. Film przedstawiający historię trzech żołnierzy wracających do domu z frontu II wojny światowej.
Najlepsze lata naszego życia było sukcesem finansowym i artystycznym. Był to najbardziej dochodowy film w Stanów Zjednoczonych i Wielkiej Brytanii od czasu Przeminęło z wiatrem (1939), a także szósty najczęściej uczęszczany film w brytyjskich kinach w historii, przy sprzedanych 20 mln biletach.
Film otrzymał 8 Nagród Amerykańskiej Akademii Filmowej, w tym za najlepszy film oraz nagrodę BAFTA dla najlepszego filmu. Jest to jedyny przypadek w historii Oscarów, gdy laureat otrzymał dwie nagrody za pojedynczy występ – Harold Russell otrzymał nagrodę za najlepszego aktora drugoplanowego oraz nagrodę honorową „za przyniesienie nadziei i odwagi innym weteranom poprzez występ w Najlepszych latach naszego życia”.
W 1989 roku film został jednym z pierwszych 25 filmów wprowadzonych do Narodowego Rejestru Filmowego Stanów Zjednoczonych jako „znaczących kulturowo, historycznie bądź estetycznie”.

## Obsada
- Myrna Loy – Milly Stephenson
- Fredric March – Al Stephenson
- Dana Andrews – Fred Derry
- Teresa Wright – Peggy Stephenson
- Virginia Mayo – Marie Derry
- Cathy O’Donnell – Wilma Cameron
- Hoagy Carmichael – wuj Butch
- Harold Russell – Homer Parish
- Gladys George – Hortense Derry
- Roman Bohnen – Pat Derry
- Ray Collins – pan Milton
- Minna Gombell – pani Parrish
- Walter Baldwin – pan Parrish

## Nagrody i nominacje
| Nagroda                                            | Kategoria                              | Nominowani                             | Wynik     | Źródło |
| -------------------------------------------------- | -------------------------------------- | -------------------------------------- | --------- | ------ |
| Nagroda Akademii Filmowej                          | Najlepszy obraz filmowy                | Samuel Goldwyn                         | Wygrana   | [ 2 ]  |
| Nagroda Akademii Filmowej                          | Najlepszy reżyser                      | William Wyler                          | Wygrana   | [ 2 ]  |
| Nagroda Akademii Filmowej                          | Najlepszy aktor pierwszoplanowy        | Fredric March                          | Wygrana   | [ 2 ]  |
| Nagroda Akademii Filmowej                          | Najlepsza aktor drugoplanowy           | Harold Russell                         | Wygrana   | [ 2 ]  |
| Nagroda Akademii Filmowej                          | Nagroda honorowa                       | Harold Russell                         | Wygrana   | [ 2 ]  |
| Nagroda Akademii Filmowej                          | Najlepszy scenariusz adaptowany        | Robert E. Sherwood                     | Wygrana   | [ 2 ]  |
| Nagroda Akademii Filmowej                          | Najlepszy montaż                       | Daniel Mandell                         | Wygrana   | [ 2 ]  |
| Nagroda Akademii Filmowej                          | Najlepsza muzyka w dramacie/komedii    | Hugo Friedhofer                        | Wygrana   | [ 2 ]  |
| Nagroda Akademii Filmowej                          | Najlepszy dźwięk                       | Gordon E. Sawyer                       | Nominacja | [ 2 ]  |
| Nagroda Bodil                                      | Najlepsze film amerykański             | William Wyler                          | Wygrana   | [ 4 ]  |
| Nagroda Brytyjskiej Akademii Filmowej              | Najlepszy film z jakiegokolwiek źródła | Najlepszy film z jakiegokolwiek źródła | Wygrana   | [ 5 ]  |
| Światowy Festiwal Filmów w Brukseli                | Najlepsza aktorka                      | Myrna Loy                              | Wygrana   | [ 6 ]  |
| Nagroda CEC                                        | Najlepszy film zagraniczny             | Najlepszy film zagraniczny             | Wygrana   | [ 7 ]  |
| Złoty Glob                                         | Najlepszy film                         | Najlepszy film                         | Wygrana   | [ 8 ]  |
| Złoty Glob                                         | Specjalne osiągnięcie                  | Harold Russell                         | Wygrana   | [ 8 ]  |
| Międzynarodowy Festiwal Filmowy w Karlowych Warach | Kryształowy Globus                     | William Wyler                          | Nominacja | [ 9 ]  |
| Międzynarodowy Festiwal Filmowy w Karlowych Warach | Najlepszy reżyser                      | William Wyler                          | Wygrana   | [ 9 ]  |
| Międzynarodowy Festiwal Filmowy w Karlowych Warach | Najlepszy scenariusz                   | Robert E. Sherwood                     | Wygrana   | [ 9 ]  |